# Cuproneyita
La cuproneyita és un mineral de la classe dels sulfurs. El seu nom fa referència al fer que és l'anàleg mineral amb coure de la neyita.

## Característiques
La cuproneyita és un element químic de fórmula química Cu₇Pb27Bi25S68. Cristal·litza en el sistema monoclínic.
Segons la classificació de Nickel-Strunz, la cuproneyita pertany a «02.JB: Sulfosals de l'arquetip PbS, derivats de la galena, amb Pb» juntament amb els següents minerals: diaforita, cosalita, freieslebenita, marrita, cannizzarita, wittita, junoïta, neyita, nordströmita, nuffieldita, proudita, weibul·lita, felbertalita, rouxelita, angelaïta, geocronita, jordanita, kirkiïta, tsugaruïta, pillaïta, zinkenita, scainiïta, pellouxita, chovanita, aschamalmita, bursaïta, eskimoïta, fizelyita, gustavita, lil·lianita, ourayita, ramdohrita, roshchinita, schirmerita, treasurita, uchucchacuaïta, ustarasita, vikingita, xilingolita, heyrovskýita, andorita IV, gratonita, marrucciïta, vurroïta i arsenquatrandorita.

## Formació i jaciments
La cuproneyita va ser descoberta al districte miner de Băiţa, a Nucet (Província de Bihor, Romania). Es tracta de l'únic indret on ha estat trobada aquesta espècie mineral.